# Calvilla Blanca
Calvilla Blanca es el nombre de una variedad cultivar de manzano (Malus domestica). Esta manzana está cultivada en la colección de germoplasma de manzanas del CSIC. Así mismo está cultivada en diversos viveros entre ellos algunos dedicados a conservación de árboles frutales en peligro de desaparición. Esta manzana es originaria de Cantabria, donde tuvo su mejor época de cultivo comercial antes de la década de 1960, y actualmente en menor medida aún se encuentra.

## Sinónimos
- "Manzana Calvilla Blanca",[6][8][9]

## Historia
Cantabria presenta unas condiciones de clima y de suelos excelentes para el cultivo del manzano. De hecho, hasta mediados del siglo XX Cantabria tenía una gran variedad de manzanas tradicionales que surtían la demanda de manzanas de mesa en la zona. A partir de la década de 1960 estas fueron decayendo paulatinamente en su comercialización, en detrimento de variedades selectas extranjeras que dominan el mercado actual. Hay varias manzanas tradicionales que se están intentando recuperar por el CIFA, en Muriedas (Centro de Investigación y Formación Agraria de Cantabria).
'Calvilla Blanca' está considerada incluida en las variedades locales autóctonas muy antiguas, cuyo cultivo se centraba en comarcas muy definidas. Se caracterizaban por su buena adaptación a sus ecosistemas y podrían tener interés genético en virtud de su adaptación. Se encontraban diseminadas por todas las regiones fruteras españolas, aunque eran especialmente frecuentes en la España húmeda. Estas se podían clasificar en dos subgrupos: de mesa y de sidra (aunque algunas tenían aptitud mixta).
'Calvilla Blanca' es una variedad mixta, clasificada como de mesa, también se utiliza en la elaboración de sidra; difundido su cultivo en el pasado por los viveros comerciales y cuyo cultivo en la actualidad se ha reducido a huertos familiares y jardines privados.

## Características
El manzano de la variedad 'Calvilla Blanca' tiene un vigor medio; florece a inicios de mayo; tubo del cáliz variado, ancho y alargado o prolongándose hasta enlazar con el eje, y con los estambres por su mitad o por encima de ésta.
La variedad de manzana 'Calvilla Blanca' tiene un fruto de tamaño medio; forma redondeada o esfero-cónica, globosa y más ancha en la parte inferior, con acostillados más o menos marcados a su alrededor, contorno irregular; piel lisa, suavemente untuosa; con color de fondo amarillo limón, sobre color rojo, intensidad de sobre color alto, reparto del sobre color en chapa, presenta chapa más o menos amplia en zona de insolación, de tono rojo cobrizo a rojo vivo, acusa punteado abundante, gris o ruginoso, algunos aureolados de blanco, y una sensibilidad al "russeting" (pardeamiento áspero superficial que presentan algunas variedades) débil; pedúnculo de longitud media, semi-fino, leñoso, tomentoso, a veces con engrosamiento en el extremo y con frecuencia se perciben unas verrugas carnosas en sus laterales, anchura de la cavidad peduncular ancha, profundidad de la cavidad pedúncular profunda, con chapa ruginosa marrón claro desbordando la cavidad, bordes marcadamente ondulados, y con importancia del "russeting" en cavidad peduncular fuerte; anchura de la cavidad calicina relativamente estrecha, profundidad de la cav. calicina profunda, arrugada, bordes ondulados en forma de notables mamelones que continúan a lo largo del fruto en forma acostillada, y con importancia del "russeting" en cavidad calicina débil; ojo variado en tamaño, cerrado y raramente entreabierto; sépalos anchos y carnosos en su base, verdosos y lanosos.
Carne de color blanca-verdosa o amarillenta; textura tierna, jugosa; sabor levemente acidulado; corazón irregularmente bulbiforme; eje abierto; celdas alargadas o anchas y arriñonadas; semillas alargadas o bien ovadas con punta roma o marcada.
La manzana 'Calvilla Blanca' tiene una época de maduración y recolección muy tardía en el invierno, se recolecta en diciembre-enero. Tiene uso mixto pues se usa como manzana de mesa fresca, y también como manzana para elaboración de sidra.